# Sebastian Forke
Pour les articles homonymes, voir Forke.
Sebastien Forke, né le 13 mars 1987 à Seifersdorf, est un coureur cycliste allemand.

## Palmarès sur route

### Par années
- 2005
  - 3ea étape du Sint-Martinusprijs Kontich (contre-la-montre par équipes)
- 2007
  - Cottbus-Görlitz-Cottbus
  - 1re étape du Tour de Brandebourg
- 2009
  - Cottbus-Görlitz-Cottbus
- 2010
  - Wyscig Dookola Mazowska :
    - Classement général
    - 1re, 2e, 3e et 4e étapes
- 2013
  - 4e étape de la Course de Solidarność et des champions olympiques
  - Ronde van Midden-Nederland

### Classements mondiaux
| Année                                 | 2007  | 2008 | 2009  | 2010 | 2011  | 2012  | 2013 | 2014 |
| ------------------------------------- | ----- | ---- | ----- | ---- | ----- | ----- | ---- | ---- |
| UCI Europe Tour                       | 1272e | 393e | 1201e | 133e | 1258e | 1031e | 246e | 600e |
| UCI Asia Tour                         | nc    | nc   | nc    | nc   | 200e  | nc    | nc   | 427e |
|                                       |       |      |       |      |       |       |      |      |
| Légende : nc = non classéSource : UCI |       |      |       |      |       |       |      |      |

## Palmarès sur piste

### Championnats d'Europe
- Fiorenzuola d'Arda 2005
  -  Médaillé d'argent de la course aux points juniors

### Championnats d'Allemagne
- Champion d'Allemagne de l'américaine juniors : 2004 (avec Erik Mohs)